# De Quem é a Vez?
De Quem é a Vez? é considerado, em números, o maior programa da América Latina sobre jogos de tabuleiro. Com uma linguagem leve e descontraída, ganhou o "Prêmio Ludopedia" de melhor conteúdo audiovisual do gênero de 2019 e foi responsável por apresentar o universo dos jogos de tabuleiro modernos para muitas pessoas. Diversos convidados já passaram pelo programa, como Fábio Porchat, Fernando Caruso, Marcos Castro, Victor Lamoglia, Thati Lopes, Ed Gama e Estevam Nabote. Depois de sua criação, vários programas derivados foram criados, como o "De Quem é a Vez? - Explica", o "De Quem é a Vez? - Indica" e o "De Quem é a Vez? - História". Atualmente, o programa é transmitido no canal do YouTube de Rafael Studart.

## Convidados

### Principais Participações
- Fábio Porchat
- Fernando Caruso
- Marcos Castro
- Ed Gama
- Estevam Nabote
- Victor Lamoglia
- Thati Lopes
- Renata Canossa

### Participações Recorrentes
- Estevam Nabote (Comediante)
- Ed Gama (Comediante)

## Ligações Externas
- Site Oficial - www.dequemeavez.com.br
- Instagram - https://www.instagram.com/dequemeavez
- YouTube - http://youtube.com/studart7